# Karl-Einar Karlsson
Karl-Einar Karlsson (folkbokförd Karl Einar Karlsson), född 24 september 1919 i Hargs församling, Uppsala län, död 20 januari 2000 i Maria Magdalena församling, Stockholm, var en svensk meteorolog.
Efter studentexamen i Göteborg 1940 blev Karlsson filosofie kandidat vid Stockholms högskola 1948. Han blev meteorolog vid SMHI samma år och var förste statsmeteorolog där 1966–84. Han var även väderexpert på Expressen och TV-meteorolog 1964–82.